# Szohráb Bahtiárizsádeh
Szohráb Bahtiárizsádeh (perzsául: سهراب بختيارى‌زاده; Ahváz, 1973. szeptember 11. –) iráni válogatott labdarúgó, edző.

## Pályafutása

### Klubcsapatban
1997 és 1999 között a Foolad csapatában játszott. 1999 és 2000 között a Eszteglál FC játékosa volt. Az 1999–2000-es szezonban a török Erzurumsporban szerepelt. 2001 és 2003 között ismét az Eszteglál FC labdarúgója volt. 2003 és 2004 között a Foolad együttesében játszott. Később szerepelt még a Saba Battery, a PAS Hamedan, a Foolad, a Szába Kom és az Eszteghlál Huzesztan csapatában. 

### A válogatottban
1997 és 2006 között 33 alkalommal szerepelt az iráni válogatottban és 4 gólt szerzett. Tagja volt a Libanonban rendezett 2000-es Ázsia-kupán szereplő válogatott keretének és részt vett a 2006-os világbajnokságon, ahol az Angola elleni csoportmérkőzésen gólt szerzett.

## Sikerei, díjai
Irán
- Nyugat-ázsiai labdarúgó-bajnokság győztes (1): 2000